# Nekrolog 1887
Nekrolog
◄◄
| ◄
| 1883
| 1884
| 1885
| 1886
| 1887 | 1888 | 1889 | 1890 | 1891 | ► | ►►
Weitere Ereignisse | Allgemeiner Nekrolog 1887
Die Beschreibung der verstorbenen Person sollte so kurz wie möglich gehalten sein und nur deren signifikante Tätigkeit(en) enthalten.
Neue Namen ggf. auch unter dem Geburts- und Sterbedatum, also etwa unter 1. Januar und im Geburts- und Sterbejahr (2024) eintragen (nur bei entsprechender großer Wichtigkeit). Für Beispiele siehe die schon vorhandenen Artikel.
Außerdem über die fünf zuletzt Verstorbenen, zu denen es einen ausreichend guten Artikel für eine Präsentation auf der Hauptseite gibt, nach der todesbedingten Überarbeitung der Artikel ggf. auch unter Wikipedia Diskussion:Hauptseite informieren und sie am besten auch in den anderen Wikipedia-Sprachversionen eintragen. Tipp: Regelmäßig bei news.google.de nach „ist tot“, „gestorben“ oder „verstorben“ suchen.
Wenn eine Person gestorben ist, gibt es viele Seiten zu dieser Person in der Wikipedia, die davon auch betroffen sind und entsprechend aktualisiert werden müssen. Beispiele: Namenübersichtsseite, Geburtsjahr, Geburtsort-Seiten und viele mehr.
Wie finde ich die betroffenen Seiten?
Im Suchfeld auf der linken Seite gibt man den Suchbegriff so ein: „Vorname Nachname“. Dann klickt man auf Volltext und alle Seiten mit entsprechendem Suchtext werden aufgerufen. Hier sieht man dann schnell, wo auch das Todesjahr Sinn macht oder sogar ein Teil des Artikels angepasst werden muss. Auch hilft das „Werkzeug“ auf der linken Seite sehr gut, um solche Seiten aufzufinden: „Links auf diese Seite“. Somit ist die Wikipedia wieder aktuell in allen Bereichen! Hinweis: bei Eintragung der Kategorie „Gestorben JAHR“ wird der Missbrauchsfilter 49 ausgelöst, was jedoch nicht schlimm ist. Siehe: Spezial:Missbrauchsfilter/49
Dies ist eine Liste von im Jahr 1887 verstorbenen bekannten Persönlichkeiten. Die Einträge erfolgen innerhalb der einzelnen Daten alphabetisch sortiert. Tiere sind im Nekrolog für Tiere zu finden.

## Januar
| Tag        | Name                                       | Beruf, bekannt als                                                                          | Alter | Beleg |
| ---------- | ------------------------------------------ | ------------------------------------------------------------------------------------------- | ----- | ----- |
| 1. Januar  | Eduard Eichler                             | deutscher Unternehmer und Gründer einer Porzellanfabrik                                     | 56    |       |
| 1. Januar  | Dominicus Kalt                             | deutscher Arzt                                                                              | 82    |       |
| 1. Januar  | Thomas Moore                               | englischer Botaniker                                                                        | 65    |       |
| 2. Januar  | Joseph Aigner                              | Tiroler Orgelbauer                                                                          | 77    |       |
| 2. Januar  | John Stoughton Newberry                    | US-amerikanischer Politiker                                                                 | 60    |       |
| 4. Januar  | August von Dewitz                          | deutscher evangelischer Geistlicher, Missionsdirektor der Herrnhuter Brüdergemeine          | 50    |       |
| 4. Januar  | Anton Curti                                | deutscher Opernsänger                                                                       | 66    |       |
| 4. Januar  | Sebastian Lee                              | Violoncellist und Komponist                                                                 | 81    |       |
| 4. Januar  | Marie Friederike Charlotte von Württemberg | Prinzessin von Wilhelm I (Württemberg)                                                      | 70    |       |
| 5. Januar  | John Arthur Phillips                       | britischer Geologe, Bergbauingenieur und Metallurg                                          | 64    |       |
| 5. Januar  | Joseph Rokita                              | Bauingenieur in kursächsischen Diensten                                                     | 75    |       |
| 5. Januar  | Franz Roßhirt                              | deutscher Jurist und Politiker (Zentrum), MdR                                               | 66    |       |
| 6. Januar  | Georg Karl Frommann                        | deutscher Germanist und Sprachforscher                                                      | 72    |       |
| 7. Januar  | Aaron Shaw                                 | US-amerikanischer Politiker                                                                 | 75    |       |
| 8. Januar  | Hermann von Alvensleben                    | preußischer Offizier, zuletzt Generalleutnant sowie Rittergutsbesitzer                      | 77    |       |
| 8. Januar  | Jean Victor Herran                         | honduranischer Diplomat                                                                     | 83    |       |
| 8. Januar  | Hans Rudolf Ranke                          | deutscher Chirurg und Hochschullehrer                                                       | 37    |       |
| 9. Januar  | Elijah Babbitt                             | US-amerikanischer Politiker                                                                 | 91    |       |
| 9. Januar  | Gottfried Adolf Kinau                      | deutscher Pastor und Astronom                                                               | 73    |       |
| 9. Januar  | Maximilian Joseph von Lamotte              | bayerischer Verwaltungsbeamter, Ritter des Verdienstordens der Bayerischen Krone            | 77    |       |
| 9. Januar  | Josephine Weinlich                         | österreichische Pianistin, Violinistin, Komponistin und Dirigentin                          | 38    |       |
| 10. Januar | Jakob Graf                                 | Schweizer Politiker                                                                         | 62    |       |
| 11. Januar | Walter Dirichlet                           | deutscher Gutsbesitzer und Politiker, MdR                                                   | 53    |       |
| 12. Januar | Gerhard Compes                             | deutscher Jurist und Politiker                                                              | 76    |       |
| 12. Januar | Jacob Fränkel                              | deutschstämmiger Chasan und Rabbiner, erster Militärrabbiner der USA                        | 78    |       |
| 12. Januar | Stafford Northcote, 1. Earl of Iddesleigh  | britischer Adliger, konservativer Politiker, Mitglied des House of Commons                  | 68    |       |
| 13. Januar | Innocenzo Ferrieri                         | italienischer Kardinal der Römischen Kirche                                                 | 76    |       |
| 13. Januar | James Jackson                              | US-amerikanischer Politiker                                                                 | 67    |       |
| 13. Januar | Hermann Luchs                              | deutscher Lehrer und Kunsthistoriker                                                        | 60    |       |
| 13. Januar | Ernst Michael Mangel                       | Musiker, Komponist, Philhellene und Organisator der Militärmusik im Königreich Griechenland | ≈86   |       |
| 13. Januar | Joseph von Weiß                            | österreichischer Jurist und Landeshauptmann von Salzburg                                    | 82    |       |
| 14. Januar | Friedrich von Amerling                     | österreichischer Maler                                                                      | 83    |       |
| 14. Januar | Karl Götze                                 | deutscher Komponist und Theaterkapellmeister                                                | ≈51   |       |
| 14. Januar | Abby Kelley                                | US-amerikanische Abolitionistin und Sozialreformerin                                        | 75    |       |
| 14. Januar | Johann Heinrich Schlösser                  | deutscher Architekt und Zeichner                                                            | 84    |       |
| 14. Januar | Arvid Taube von Odenkat                    | schwedischer Graf und Eisenbahndirektor                                                     | 65    |       |
| 15. Januar | Franz Herbich                              | österreichischer Geologe und Paläontologe                                                   | 66    |       |
| 15. Januar | Johann Baptist von Hofstetten              | Herausgeber des Socialdemokrat                                                              | 39    |       |
| 17. Januar | William Giblin                             | australischer Politiker, Premierminister von Tasmanien                                      | 46    |       |
| 17. Januar | Karl Gottfried Jacobitz                    | deutscher Philologe                                                                         | 79    |       |
| 17. Januar | Charles-Laurent Maréchal                   | französischer Zeichner, Pastellist und Glasmaler                                            |       |       |
| 17. Januar | Eduard von Todesco                         | österreichischer Unternehmer, Bankier, Philanthrop                                          | 72    |       |
| 18. Januar | Richard H. Cain                            | US-amerikanischer Politiker                                                                 | 61    |       |
| 18. Januar | Wilhelm Genast                             | deutscher Dichterjurist, MdR                                                                | 64    |       |
| 18. Januar | Edward Livingston Youmans                  | US-amerikanischer Autor und Herausgeber populärwissenschaftlicher Literatur                 | 65    |       |
| 19. Januar | André-Charles-Victor Reille                | französischer General, Generaladjutant Napoleons III.                                       | 71    |       |
| 20. Januar | François-Léopold Cornet                    | belgischer Geologe und Hochschulprofessor                                                   | 21    |       |
| 20. Januar | Karl Reinhold                              | österreichischer Maler und Lithograph                                                       | 66    |       |
| 21. Januar | Carl Theodor Schmidt                       | deutscher Politiker (DFP), MdR                                                              | 69    |       |
| 21. Januar | Julie Traberth                             | Kindergärtnerin                                                                             | 69    |       |
| 22. Januar | Karl Esmarch                               | deutscher Jurist und Hochschullehrer                                                        | 62    |       |
| 22. Januar | António Maria de Fontes Pereira de Melo    | portugiesischer Politiker und Staatsmann                                                    | 67    |       |
| 22. Januar | Joseph Whitworth                           | britischer Ingenieur                                                                        | 83    |       |
| 23. Januar | Louis-Marie-Joseph-Eusèbe Caverot          | französischer Bischof und Kardinal                                                          | 80    |       |
| 24. Januar | Moritz Brosig                              | deutscher Komponist und Organist                                                            | 71    |       |
| 25. Januar | Johannes Carl                              | deutscher evangelischer Theologe, Konsistorialrat und Dichter                               | 80    |       |
| 25. Januar | Leon Marcotte                              | Möbeldesigner und Innenausstatter                                                           | 62    |       |
| 26. Januar | Otto Gottlieb Mohnike                      | deutscher Arzt und Naturforscher                                                            | 72    |       |
| 26. Januar | Franz Richarz                              | deutscher Psychiater                                                                        | 75    |       |
| 26. Januar | Johann Anton Williard                      | deutscher Zeichner und Lithograf                                                            | 79    |       |
| 27. Januar | Wilhelm Henzen                             | deutscher Epigraphiker                                                                      | 71    |       |
| 27. Januar | Carl August Friedrich Mahn                 | deutscher Romanist, Provenzalist und Anglist                                                | 84    |       |
| 27. Januar | Jacob Josef Nelles                         | deutscher Dombau-Rendant zu Köln                                                            | 69    |       |
| 28. Januar | Karl Wilhelm Julius Werkenthin             | deutscher Schauspieler, Sänger und Regisseur                                                | 60    |       |
| 31. Januar | Aristides Oeconomo                         | österreichischer Maler                                                                      |       |       |

## Februar
| Tag         | Name                                  | Beruf, bekannt als                                                                             | Alter | Beleg |
| ----------- | ------------------------------------- | ---------------------------------------------------------------------------------------------- | ----- | ----- |
| 1. Februar  | Andrei Iwanowitsch Delwig             | russischer Ingenieur-Generalleutnant                                                           | 73    |       |
| 2. Februar  | Theodor Haller                        | Schweizer Jurist und Politiker                                                                 | 45    |       |
| 2. Februar  | Adolphus Warburton Moore              | britischer Beamter und Bergsteiger                                                             | 45    |       |
| 4. Februar  | Thomas Samuel Ashe                    | US-amerikanischer Jurist und Politiker                                                         | 74    |       |
| 4. Februar  | Hermann Hering                        | Jurist, Reichstagsabgeordneter                                                                 | 65    |       |
| 4. Februar  | Fritz Käpernick                       | deutscher Schauläufer                                                                          | 29    |       |
| 5. Februar  | Franz Güntner                         | österreichischer Mediziner                                                                     | 74    |       |
| 6. Februar  | Pětr Młónk                            | sorbischer Volksdichter                                                                        | 81    |       |
| 6. Februar  | Alexander Wylie                       | britischer Mathematikhistoriker                                                                | 71    |       |
| 7. Februar  | August Theodor Braun                  | deutscher Beamter und Politiker                                                                |       |       |
| 7. Februar  | Ferdinand Laeisz                      | deutscher Kaufmann und Reeder. MdHB                                                            | 86    |       |
| 7. Februar  | Karl Schroeder                        | deutscher Gynäkologe und Geburtshelfer                                                         | 48    |       |
| 8. Februar  | Albert Adamo                          | deutscher Genremaler                                                                           | 37    |       |
| 8. Februar  | Hieronymus von Alesani                | dalmatinischer Politiker                                                                       | 56    |       |
| 8. Februar  | Emil Gustav Lisco                     | deutscher protestantischer Theologe                                                            | 68    |       |
| 8. Februar  | Carl Tomaselli der Ältere             | österreichischer Caféhausbesitzer                                                              | 77    |       |
| 9. Februar  | Heinrich von Droste zu Hülshoff       | königlich-preußischer Landrat, Politiker und Gutsbesitzer                                      | 59    |       |
| 10. Februar | Johann Caspar Bosshardt               | Schweizer Historienmaler                                                                       | 63    |       |
| 10. Februar | Alois Geigel                          | deutscher Mediziner                                                                            | 57    |       |
| 10. Februar | Peter Dietrich Grothe                 | deutsch-niederländischer Hochschullehrer für Ingenieurwesen                                    | 80    |       |
| 10. Februar | Ellen „Henry“ Wood                    | britische Romanschriftstellerin                                                                | 73    |       |
| 11. Februar | François Laurent                      | luxemburgischer Rechtsgelehrter und Historiker                                                 | 76    |       |
| 11. Februar | Ferdinand von Miller                  | deutscher Erzgießer, Erbauer der Bavaria und Politiker (Zentrum), MdR                          | 73    |       |
| 11. Februar | Friedrich Rolle                       | deutscher Paläontologe                                                                         | 59    |       |
| 12. Februar | Isabella Valancy Crawford             | kanadische Lyrikerin und Schriftstellerin                                                      | 36    |       |
| 12. Februar | Thomas Jefferson Foster               | amerikanischer Offizier und Politiker der Konföderierten Staaten während des Sezessionskrieges | 77    |       |
| 13. Februar | Nicolas Adames                        | erster Bischof von Luxemburg                                                                   | 73    |       |
| 14. Februar | Giacomo Cattani                       | vatikanischer Diplomat, Erzbischof von Ravenna und Kardinal                                    | 64    |       |
| 14. Februar | Wilhelm von Willich gen. von Pöllnitz | Landtagsabgeordneter Großherzogtum Hessen                                                      | 79    |       |
| 15. Februar | Joachim IV.                           | Patriarch von Konstantinopel (1884–1886)                                                       | 49    |       |
| 15. Februar | Theodor von Wedderkop                 | deutscher Jurist und Schriftsteller                                                            | 84    |       |
| 16. Februar | Carl Göller                           | deutscher Orgelbauer                                                                           |       |       |
| 17. Februar | Leopold von Pebal                     | österreichischer Chemiker                                                                      | 60    |       |
| 17. Februar | George Strahan                        | Gouverneur von Barbados und Tasmanien                                                          | 48    |       |
| 18. Februar | Robert Malone Bugg                    | US-amerikanischer Politiker                                                                    | 82    |       |
| 18. Februar | August Fleischmann                    | bayerischer Politiker                                                                          | 61    |       |
| 18. Februar | Karl Grün                             | deutscher Journalist und Schriftsteller                                                        | 69    |       |
| 18. Februar | Nakayama Miki                         | japanische Gründerin der neureligiösen Bewegung „Tenrikyō“                                     | 88    |       |
| 18. Februar | Carl Gustav Wegener                   | deutscher Hofmaler                                                                             |       |       |
| 19. Februar | Roman Czartoryski                     | deutscher Politiker, MdR                                                                       | 47    |       |
| 19. Februar | Emil Drenker                          | deutscher Theateragent in Berlin und Wien                                                      | 47    |       |
| 19. Februar | Multatuli                             | niederländischer Schriftsteller                                                                | 66    |       |
| 20. Februar | Karl Birnbaum                         | deutscher Chemiker                                                                             | 47    |       |
| 20. Februar | Henry H. Hathorn                      | US-amerikanischer Politiker                                                                    | 73    |       |
| 20. Februar | Johann Albrecht Vogtherr              | deutscher Unternehmer, Mundartdichter und Journalist                                           | 75    |       |
| 21. Februar | Franz Forbriger                       | deutscher Lehrer, Kantor und Autor                                                             | 76    |       |
| 22. Februar | Marie Calm                            | deutsche Schriftstellerin, Pädagogin und Frauenrechtlerin                                      | 54    |       |
| 22. Februar | Fritz Heckert                         | deutscher Glasfabrikant                                                                        | 49    |       |
| 22. Februar | Gustav von Reymond                    | österreichisch-schweizerischer Geograf                                                         | 64    |       |
| 22. Februar | Atanas Usunow                         | bulgarischer Freiheitskämpfer und Offizier                                                     |       |       |
| 23. Februar | Gustav Eberty                         | deutscher Jurist und Politiker, MdR                                                            | 80    |       |
| 23. Februar | Michael Seymour                       | britischer Admiral                                                                             | 84    |       |
| 24. Februar | Hugo Böhlau                           | deutscher Rechtswissenschaftler                                                                | 54    |       |
| 24. Februar | Adrien de Courten                     | Schweizer Politiker                                                                            | 81    |       |
| 25. Februar | Hans von Hardenberg                   | deutscher Politiker                                                                            | 62    |       |
| 27. Februar | Alexander Porfirjewitsch Borodin      | russischer Komponist, Chemiker und Mediziner                                                   | 53    |       |
| 27. Februar | Adolf Friedrich Stenzler              | deutscher Indologe                                                                             | 79    |       |
| 27. Februar | Karl Türk                             | deutscher Politiker                                                                            | 86    |       |
| 28. Februar | Bob Gardner                           | schottischer Fußballspieler                                                                    | 39    |       |
| 28. Februar | Lodovico Jacobini                     | Kardinal und päpstlicher Staatssekretär                                                        | 55    |       |
| 28. Februar | Heinrich Karl Kurz                    | bayerischer Richter, Landtagsabgeordneter und Abgeordneter des Zollparlaments                  | 76    |       |
| 28. Februar | Jean Schoen                           | deutscher technischer Leiter der Kammgarnspinnerei Kaiserslautern                              | 61    |       |
| 28. Februar | Christian Heinrich Wätjen             | deutscher Reeder                                                                               | 74    |       |
| 28. Februar | Wilhelmine Amalie Wöhler              | deutsche Malerin                                                                               | 45    |       |

## März
| Tag      | Name                                       | Beruf, bekannt als                                                                               | Alter | Beleg |
| -------- | ------------------------------------------ | ------------------------------------------------------------------------------------------------ | ----- | ----- |
| 1. März  | Joseph Schelbert                           | deutscher katholischer Geistlicher und Politiker (Zentrum), MdR                                  | 52    |       |
| 1. März  | Barthold Suermondt                         | deutscher Unternehmer und Kunstmäzen                                                             | 68    |       |
| 1. März  | Anton Widter                               | österreichischer Kunstsammler                                                                    | 77    |       |
| 2. März  | August Wilhelm Eichler                     | deutscher Botaniker                                                                              | 47    |       |
| 2. März  | Alfred von Gutschmid                       | deutscher Historiker                                                                             | 55    |       |
| 3. März  | Heinrich Bertelsmann                       | deutscher Verleger                                                                               | 59    |       |
| 3. März  | Edward Breitung                            | US-amerikanischer Politiker deutscher Herkunft                                                   | 55    |       |
| 3. März  | Rudolph von Freyberg-Eisenberg             | deutscher Gutsbesitzer und Politiker (Zentrum), MdR                                              | 69    |       |
| 3. März  | Eugène Ernest Hillemacher                  | französischer Maler                                                                              | 68    |       |
| 3. März  | Owen Rand Kenan                            | amerikanischer Politiker                                                                         | 82    |       |
| 3. März  | Gustav Heinrich Kirchenpauer               | deutscher Jurist, Journalist und Erster Bürgermeister von Hamburg                                | 79    |       |
| 3. März  | Alfredo de Lacerda Maia                    | portugiesischer Gouverneur von Portugiesisch-Timor                                               |       |       |
| 4. März  | Pierre Jean Beckx                          | General der Jesuiten                                                                             | 92    |       |
| 4. März  | Mrs. W. H. Foley                           | englischgebürtige neuseeländische Schauspielerin, Sängerin und Unterhaltungskünstlerin           | 66    |       |
| 5. März  | Hermann Kahle                              | deutscher pädagogischer Schriftsteller, Theologe und Lehrer                                      | 57    |       |
| 6. März  | Paul Arnold                                | Hofbaumeister und Landtagsabgeordneter Großherzogtum Hessen                                      | 83    |       |
| 6. März  | Ludwig von Hofer                           | deutscher Bildhauer und württembergischer Hofbildhauer                                           | 85    |       |
| 6. März  | Olimpij Panow                              | bulgarischer Revolutionär und Politiker                                                          | 34    |       |
| 7. März  | Ferdinand von Arlt                         | österreichischer Chirurg und Ophthalmologe                                                       | 74    |       |
| 7. März  | Ludwig Sigismund Ruhl                      | deutscher Maler (Kurhessen)                                                                      | 92    |       |
| 8. März  | Henry Ward Beecher                         | US-amerikanischer Prediger                                                                       | 73    |       |
| 8. März  | James Buchanan Eads                        | US-amerikanischer Ingenieur und Erfinder                                                         | 66    |       |
| 8. März  | Paul Féval                                 | französischer Schriftsteller                                                                     | 70    |       |
| 9. März  | Nathan T. Stratton                         | US-amerikanischer Politiker                                                                      | 73    |       |
| 10. März | Ferdinand Callin                           | deutscher Schuldirektor, Pädagoge und Publizist                                                  | 82    |       |
| 10. März | Wilhelm zu Löwenstein-Wertheim-Freudenberg | deutscher Adliger, Chef des Hauses Löwenstein-Wertheim-Freudenberg                               | 69    |       |
| 10. März | Carolyne zu Sayn-Wittgenstein              | Lebensgefährtin Franz Liszts                                                                     | 68    |       |
| 10. März | Johannes Lundsgaard Wisbech                | dänischer Buchbinder, Buchhändler und Verleger                                                   | 65    |       |
| 12. März | Carlo Passaglia                            | italienischer Theologe und Jesuit                                                                | 75    |       |
| 12. März | Franz von Roques                           | deutscher Pfarrer                                                                                | 60    |       |
| 13. März | Jean-François Bettex                       | Schweizer Politiker                                                                              | 70    |       |
| 13. März | Friedrich von Orsini-Rosenberg             | österreichischer Offizier und Politiker, Landtagsabgeordneter                                    | 85    |       |
| 13. März | Robert von Unger                           | preußischer Generalmajor                                                                         | 58    |       |
| 14. März | Johann Georg Rosenhain                     | deutscher Mathematiker und Hochschullehrer                                                       | 70    |       |
| 14. März | Hermann Welcker                            | deutscher Finanzbeamter und Politiker (NLP), MdR                                                 | 72    |       |
| 15. März | Salomon Zellweger                          | Schweizer Unternehmer                                                                            | 79    |       |
| 16. März | Josef von Wertheimer                       | österreichischer Philanthrop, Humorist, Autor und Vorkämpfer der Judenemanzipation in Österreich | 87    |       |
| 17. März | Franz Volkmar Fritzsche                    | deutscher Philologe                                                                              | 81    |       |
| 18. März | Oswald Rose Campbell                       | britisch-australischer Maler, Illustrator und Kunstpädagoge                                      |       |       |
| 18. März | Fredrik Ferdinand Carlson                  | schwedischer Historiker und Politiker, Mitglied des Riksdag                                      | 75    |       |
| 18. März | Friedrich August Firnhaber                 | deutscher Unternehmer und Kommerzienrat                                                          | 63    |       |
| 18. März | Robert Schaab                              | deutscher Organist, Komponist und Musikwissenschaftler                                           | 70    |       |
| 19. März | Heinrich von Feder                         | deutscher Rechtsanwalt und Politiker                                                             | 65    |       |
| 19. März | Józef Ignacy Kraszewski                    | polnischer Schriftsteller                                                                        | 74    |       |
| 19. März | William Duane Morgan                       | US-amerikanischer Zeitungsmann und Politiker                                                     | 70    |       |
| 20. März | Pawel Wassiljewitsch Annenkow              | russischer Gutsbesitzer, Publizist sowie Herausgeber der Werke Alexander Puschkins               | 73    |       |
| 20. März | Adam Rammelmayer                           | österreichischer Bildhauer                                                                       | 80    |       |
| 21. März | August Oppe                                | sächsischer Kaufmann und Politiker                                                               |       |       |
| 23. März | Elieser Landshuth                          | jüdischer Gelehrter                                                                              | 70    |       |
| 23. März | Julius Zacher                              | deutscher Germanist und Hochschullehrer                                                          | 71    |       |
| 24. März | Alonzo Judson Abbey                        | US-amerikanischer Musiker, Musiklehrer, Komponist und Musikverleger                              | 62    |       |
| 24. März | Jean Joseph Farre                          | französischer General                                                                            | 70    |       |
| 24. März | Jan Kacper Heurich                         | polnischer Architekt der Neorenaissance                                                          | 52    |       |
| 24. März | Justin Holland                             | US-amerikanischer Gitarrist, Komponist und Musikpädagoge                                         | 67    |       |
| 24. März | Albert Lorenz                              | preußischer Militärmusiker, Kapellmeister und Komponist                                          |       |       |
| 24. März | Georg Martin Thomas                        | deutscher Historiker und Politiker (NLP), MdR                                                    | 70    |       |
| 25. März | Jean Désiré Artôt                          | belgischer Hornist                                                                               | 83    |       |
| 25. März | Eberhard Soherr                            | deutscher Politiker                                                                              | 74    |       |
| 25. März | Ernst Gillmeister                          | deutscher Glasmaler                                                                              | 69    |       |
| 25. März | Karl Wilhelm Osterwald                     | deutscher Pädagoge und Autor                                                                     | 67    |       |
| 26. März | Carl Clemm-Lennig                          | deutsch-amerikanischer Chemiker und Industrieller                                                | 68    |       |
| 26. März | Rudolf Jordan                              | deutscher Maler                                                                                  | 76    |       |
| 26. März | Joseph von Parseval                        | königlich bayerischer Regierungsrat                                                              | 62    |       |
| 27. März | Jean Jacques Kickx                         | flämischer Botaniker                                                                             | 45    |       |
| 28. März | Ditlev Gothard Monrad                      | dänischer Bischof und Politiker                                                                  | 75    |       |
| 28. März | William Smithe                             | kanadischer Politiker                                                                            | 44    |       |
| 30. März | Gustav von Buch                            | sachsen-meiningscher Staatsminister, preußischer Generalmajor                                    | 85    |       |
| 30. März | James Mathews                              | US-amerikanischer Politiker                                                                      | 81    |       |
| 30. März | Thomas Caute Reynolds                      | US-amerikanischer Politiker                                                                      | 65    |       |
| 31. März | Franz de Paula von und zu Liechtenstein    | Prinz von und zu Liechtenstein, österreichischer General                                         | 85    |       |
| 31. März | Albert Kellogg                             | US-amerikanischer Botaniker                                                                      | 73    |       |
| 31. März | Gottfried Pfitzner                         | deutscher Musiker                                                                                | 92    |       |
| 31. März | Bernhard Scheffer                          | deutscher Kommunalpolitiker                                                                      | 52    |       |
| 31. März | August von Wille                           | deutscher spätromantischer Landschafts- und Genremaler                                           | 58    |       |
| März     | James Mackin                               | US-amerikanischer Händler, Bankier und Politiker                                                 | 64    |       |
| März     | Pjotr Petrowitsch Sokalski                 | russischer Komponist und Musikwissenschaftler                                                    | 54    |       |

## April
| Tag       | Name                                | Beruf, bekannt als | Alter | Beleg |
| --------- | ----------------------------------- | --- | ----- | ----- |
| 1. April  | Nathaniel Green Taylor              | US-amerikanischer Politiker                                                                                                   | 67    |       |
| 2. April  | Adolf Endl                          | österreichischer Architekt des Historismus                                                                                    |       |       |
| 2. April  | Carl Schmidt-Carlson                | deutscher Porträtmaler und Fotograf                                                                                           | 80    |       |
| 2. April  | Heinrich Wolf                       | deutscher Pastor in Dithmarschen, Kiel und Bremerhaven                                                                        | 85    |       |
| 3. April  | Eleonoro Aronne                     | italienischer Bischof der römisch-katholischen Kirche                                                                         | 87    |       |
| 3. April  | Friedrich Wilhelm Grimme            | deutscher Schriftsteller, Heimatdichter und Botaniker                                                                         | 59    |       |
| 4. April  | Max Kaltenmoser                     | deutscher Genremaler | 44    |       |
| 5. April  | Anton Baumgarten                    | österreichischer Architekt und Stadtbaumeister                                                                                | 66    |       |
| 5. April  | Jean-Henri Dupin                    | französischer Bühnenautor und Librettist                                                                                      | 95    |       |
| 5. April  | Karl Heidler von Egeregg            | österreichischer Medizinprofessor und Generalstabsarzt                                                                        | 77    |       |
| 5. April  | Iwan Nikolajewitsch Kramskoi        | russischer Maler, Pädagoge und Kunstkritiker                                                                                  | 49    |       |
| 5. April  | Karl Eduard Miram                   | russischer Physiologe, Anatom und Zoologe deutscher Abstammung                                                                | 75    |       |
| 6. April  | D. Wyatt Aiken                      | US-amerikanischer Politiker                                                                                                   | 59    |       |
| 6. April  | Edward Cross                        | US-amerikanischer Jurist und Politiker                                                                                        | 88    |       |
| 6. April  | Gustav Lange                        | deutscher Landschaftsmaler | ≈76   |       |
| 7. April  | Jacques Kablé                       | Versicherungsdirektor, Jurist und Politiker, MdR                                                                              | 56    |       |
| 8. April  | Johannes Niggeler                   | Schweizer Pädagoge | 71    |       |
| 8. April  | Alexander Ziegler                   | deutscher Schriftsteller, Geograph und Ökonom                                                                                 | 65    |       |
| 9. April  | Maximilian Eisenberger              | Notar in Bad Tölz | 57    |       |
| 9. April  | Heinrich Wittich                    | deutscher Maler | 70    |       |
| 10. April | Wilhelm Adolf Schmidt               | deutscher Historiker und Politiker (NLP), MdR                                                                                 | 74    |       |
| 10. April | Karoline Stern                      | deutsche Opernsängerin (Sopran)                                                                                               |       |       |
| 11. April | James T. Pratt                      | US-amerikanischer Politiker                                                                                                   | 84    |       |
| 12. April | Carl Joseph Chwatal                 | deutscher Orgelbauer | 76    |       |
| 12. April | Gottfried von Neureuther            | deutscher Architekt | 76    |       |
| 12. April | Johann Baptist Obernetter           | deutscher Chemiker, Fotochemiker und Drucker                                                                                  | 46    |       |
| 13. April | Edouard Millault                    | französischer Komponist, Musikpädagoge und Violinist                                                                          | 79    |       |
| 14. April | Maximilian von Kern                 | Jurist, Richter und Politiker                                                                                                 | 74    |       |
| 14. April | Bernhard von dem Knesebeck          | preußischer Generalmajor, Kommandant von Erfurt                                                                               | 69    |       |
| 16. April | Gabriele von Bülow                  | Tochter Wilhelm von Humboldts und Gemahlin von Heinrich von Bülow                                                             | 84    |       |
| 16. April | David Kellogg Cartter               | US-amerikanischer Jurist und Politiker                                                                                        | 74    |       |
| 16. April | Georg Curt von Einsiedel            | sächsischer Beamter und Politiker                                                                                             | 63    |       |
| 17. April | Thomas Gore Browne                  | britischer Soldat und Gouverneur der britischen Kolonien St. Helena, Neuseeland und Tasmanien                                 | 79    |       |
| 17. April | Angelica Bellonata Facius           | deutsche Bildhauerin, Medailleurin und Gemmenschneiderin                                                                      | 80    |       |
| 17. April | Johann Nepomuk von Fäustle          | bayerischer Jurist und Justizminister                                                                                         | 58    |       |
| 17. April | Otto Heinrich Lange                 | deutscher Pianist, Chorleiter, Komponist und Herausgeber                                                                      | 66    |       |
| 18. April | Alfred Adelmann von Adelmannsfelden | deutscher Offizier und Schriftsteller                                                                                         | 38    |       |
| 18. April | James F. McDowell                   | US-amerikanischer Politiker                                                                                                   | 61    |       |
| 18. April | Franz Plattner                      | österreichischer Kirchenmaler                                                                                                 | 60    |       |
| 18. April | Archibald J. Weaver                 | amerikanischer Politiker | 44    |       |
| 19. April | Henry Hotze                         | schweizerisch-US-amerikanischer Agent und Sklavereibefürworter                                                                | 53    |       |
| 19. April | Alexander Mitchell                  | US-amerikanischer Politiker                                                                                                   | 69    |       |
| 20. April | Alfred von Buddenbrock              | preußischer Offizier | 60    |       |
| 20. April | Anatole Godet                       | französischer Fotograf | 48    |       |
| 20. April | Ludwig Rompf                        | deutscher Landwirt und Abgeordneter                                                                                           | 66    |       |
| 20. April | Rudolf Weisker                      | deutscher Modelleur anatomischer Wachspräparate und Unternehmer                                                               |       |       |
| 23. April | Heinrich Bergmann                   | hannoverscher Offizier, Politiker, Hochschulkurator, Verwaltungsjurist, Konsistorialdirektor, Kultusminister und Geheimer Rat | 88    |       |
| 23. April | Wilhelm Hack                        | deutscher Mediziner | 35    |       |
| 23. April | Ludwig Rohden                       | deutscher Mediziner und Badearzt                                                                                              | 48    |       |
| 24. April | Peter Karl von Aretin               | deutscher Politiker, MdR | 72    |       |
| 24. April | Wilhelm Schnitter                   | deutscher Jurist und Schriftsteller                                                                                           | 85    |       |
| 25. April | Samuel Blake                        | US-amerikanischer Anwalt und Politiker                                                                                        | ≈80   |       |
| 27. April | Gordon Newell Mott                  | US-amerikanischer Politiker                                                                                                   | 74    |       |
| 27. April | Alfred von Reumont                  | deutscher Staatsmann und Historiker                                                                                           | 78    |       |
| 27. April | Ambros Wernisch                     | österreichischer Gutsbesitzer und Politiker, Landtagsabgeordneter                                                             | 65    |       |
| 28. April | Carl Ferdinand Pohl                 | deutsch-österreichischer Musikhistoriker, Archivar und Komponist                                                              | 67    |       |
| 29. April | John Noble Goodwin                  | US-amerikanischer Politiker                                                                                                   | 62    |       |
| 29. April | Friedrich Werner                    | deutsch-österreichischer Orgelbauer                                                                                           | 68    |       |
| 30. April | William Orville Ayres               | US-amerikanischer Mediziner und Ichthyologe                                                                                   | 69    |       |
| 30. April | Édouard Dapples                     | Schweizer Politiker | 79    |       |
| 30. April | Edward Hardman                      | Geologe und erster Entdecker eines Goldfeldes in Australien                                                                   | 42    |       |
| 30. April | Jacob Christian Jacobsen            | dänischer Industrieller, Brauereigründer, Philanthrop und Kunstmäzen                                                          | 75    |       |
| 30. April | Hermann Weigel                      | deutscher Jurist und Politiker (NLP), MdR                                                                                     | 58    |       |

## Mai
| Tag     | Name                                           | Beruf, bekannt als                                                                                   | Alter | Beleg |
| ------- | ---------------------------------------------- | --- | ----- | ----- |
| 1. Mai  | Ferdinand Möhring                              | deutscher Komponist, Lieddichter, Dirigent und Organist                                              | 72    |       |
| 2. Mai  | Carl Ferdinand Dahl                            | deutscher Landschaftsmaler der Düsseldorfer Schule                                                   | 77    |       |
| 2. Mai  | Anton Doll                                     | deutscher Landschaftsmaler                                                                           | 61    |       |
| 2. Mai  | Jakob Maurer                                   | deutscher Landschaftsmaler                                                                           | 60    |       |
| 2. Mai  | Bernhard Studer                                | Schweizer Geologe                                                                                    | 92    |       |
| 3. Mai  | Sophie Diez                                    | deutsche Theaterschauspielerin und Opernsängerin (Sopran)                                            | 66    |       |
| 4. Mai  | Marie Baumeister                               | deutsche Schauspielerin                                                                              | 68    |       |
| 4. Mai  | Carey A. Trimble                               | US-amerikanischer Politiker                                                                          | 73    |       |
| 5. Mai  | Carl Volhard                                   | Landtagsabgeordneter Großherzogtum Hessen                                                            | 84    |       |
| 6. Mai  | Jakob Brennwald                                | Schweizer Unternehmer und Politiker                                                                  | 61    |       |
| 7. Mai  | Adolph Bermpohl                                | deutscher Navigationslehrer, DGzRS-Gründer                                                           | 54    |       |
| 7. Mai  | Samuel Cousins                                 | englischer Kupferstecher                                                                             | 85    |       |
| 7. Mai  | Carl Ferdinand Wilhelm Walther                 | deutsch-amerikanischer Theologe                                                                      | 75    |       |
| 8. Mai  | Lorenzo Batlle y Grau                          | uruguayischer Politiker, Präsident von Uruguay                                                       | 76    |       |
| 8. Mai  | Johannes von Kuhn                              | deutscher katholischer Theologe; Rektor in Tübingen                                                  | 81    |       |
| 8. Mai  | Georg Löw                                      | Eisenbahnfachmann und Generaldirektor der Böhmischen Nordbahn                                        | 56    |       |
| 8. Mai  | Joseph Hubert Mooren                           | deutscher katholischer Priester und Theologe                                                         | 89    |       |
| 8. Mai  | Henry Williams                                 | US-amerikanischer Politiker                                                                          | 81    |       |
| 9. Mai  | Georg Sigl                                     | österreichischer Maschinenbauer und Unternehmer                                                      | 76    |       |
| 10. Mai | Marian Langiewicz                              | polnischer Offizier, Diktator während des Januaraufstandes                                           | 59    |       |
| 10. Mai | Wilhelm Quistorp                               | deutscher Geistlicher und Vorkämpfer der Diakonie                                                    | 63    |       |
| 10. Mai | Carl Schneeweiß                                | deutscher katholischer Geistlicher, Mitglied des Preußischen Landtages                               | 78    |       |
| 10. Mai | Aaron Fletcher Stevens                         | US-amerikanischer Politiker                                                                          | 67    |       |
| 11. Mai | Jean-Baptiste Boussingault                     | französischer Bergbauingenieur und Naturforscher                                                     | 85    |       |
| 11. Mai | August Engelbrecht                             | österreichischer Architekt des Historismus                                                           |       |       |
| 11. Mai | Felix Faller                                   | deutscher Maler                                                                                      | 51    |       |
| 11. Mai | Ion Keith-Falconer                             | britischer Gelehrter, Maler und Radsportler                                                          | 30    |       |
| 12. Mai | Wilhelm Klein                                  | Schweizer Politiker                                                                                  | 61    |       |
| 13. Mai | Carl Friedländer                               | deutscher Pathologe und Mikrobiologe                                                                 | 39    |       |
| 14. Mai | Hippolyte Bayard                               | französischer Beamter und Fotograf                                                                   | 86    |       |
| 14. Mai | Wilhelm Hauschild                              | deutscher Historienmaler                                                                             | 59    |       |
| 14. Mai | Alfred Skene                                   | österreichischer Politiker                                                                           | 71    |       |
| 14. Mai | Lysander Spooner                               | Anarchist, Jurist, Philosoph und Unternehmer                                                         | 79    |       |
| 14. Mai | Hermann Hugo Stinnes                           | deutscher Kaufmann und Kommerzienrat                                                                 | 44    |       |
| 14. Mai | William Burnham Woods                          | US-amerikanischer Jurist, Politiker und Brigadegeneral im Sezessionskrieg                            | 62    |       |
| 15. Mai | Friedrich Dammers                              | deutscher Generalmajor im Königreich Hannover                                                        | 68    |       |
| 15. Mai | Wilhelm Königswarter                           | Stiftungsgründer                                                                                     | 78    |       |
| 15. Mai | August Pfizmaier                               | österreichischer Sinologe, Japanologe, Sprachwissenschaftler und Übersetzer                          | 79    |       |
| 16. Mai | Elijah Phister                                 | US-amerikanischer Politiker                                                                          | 64    |       |
| 18. Mai | Francisque Michel                              | französischer Historiker, Romanist, Mediävist, Argotforscher und Bibliomane                          | 78    |       |
| 18. Mai | William Smith                                  | US-amerikanischer General und zweifacher Gouverneur von Virginia                                     | 89    |       |
| 18. Mai | Edmé Félix Alfred Vulpian                      | französischer Neurologe, Entdecker des Adrenalins                                                    | 61    |       |
| 19. Mai | Alexander Setznagel                            | österreichischer Abt                                                                                 | 85    |       |
| 19. Mai | Otto Stobbe                                    | deutscher Privat- und Kirchenrechtler; Hochschullehrer und Rektor in Königsberg, Breslau und Leipzig | 55    |       |
| 19. Mai | Charles E. Stuart                              | US-amerikanischer Politiker (Demokratische Partei)                                                   | 76    |       |
| 20. Mai | Alexander Ecker                                | deutscher Anatom und Anthropologe                                                                    | 70    |       |
| 20. Mai | Johann Anton von Goëss                         | österreichischer Offizier und Politiker                                                              | 70    |       |
| 20. Mai | Jacob Golladay                                 | US-amerikanischer Politiker                                                                          | 68    |       |
| 20. Mai | Alexander Iljitsch Uljanow                     | russischer Revolutionär, Bruder Lenins                                                               | 21    |       |
| 21. Mai | Jean Dollfus                                   | elsässischer Fabrikbesitzer, und Politiker, MdR                                                      | 86    |       |
| 21. Mai | Franz Josef Faller                             | deutscher Politiker (NLP), MdR                                                                       | 67    |       |
| 21. Mai | August Mylius                                  | deutscher Missionar                                                                                  | 67    |       |
| 21. Mai | Wilhelm von Pechmann                           | bayerischer Verwaltungsbeamter                                                                       | 47    |       |
| 23. Mai | Eugène Benoist                                 | französischer Latinist                                                                               | 55    |       |
| 23. Mai | Gaetano Fraschini                              | italienischer Opernsänger (Tenor)                                                                    | 69    |       |
| 23. Mai | Ludvig Mathias Lindeman                        | norwegischer Komponist                                                                               | 74    |       |
| 24. Mai | Heinrich Wawra von Fernsee                     | österreichischer Schiffsarzt, Botaniker und Forscher                                                 | 56    |       |
| 25. Mai | Franz Großbauer                                | österreichischer Forstwirtschaftslehrer                                                              | 73    |       |
| 25. Mai | Josiah Sutherland                              | US-amerikanischer Jurist und Politiker                                                               | 82    |       |
| 26. Mai | Friedrich von Klinggräff                       | mecklenburgischer Gutsbesitzer und Gründer des KSCV                                                  | 62    |       |
| 26. Mai | José de Jesús María Uriarte y Pérez            | mexikanischer Geistlicher, Bischof von Sinaloa                                                       | 62    |       |
| 26. Mai | Philipp Alexander Ferdinand Walther            | deutscher Historiker und Bibliothekar                                                                | 74    |       |
| 27. Mai | Caspar Maximilian Droste zu Vischering-Padberg | deutscher Landrat und preußischer Abgeordneter                                                       | 79    |       |
| 27. Mai | Leopold Mutter                                 | deutscher Altar- und Porträtbildhauer                                                                | 59    |       |
| 28. Mai | John K. Tarbox                                 | US-amerikanischer Politiker                                                                          | 49    |       |
| 29. Mai | Johannes Haag                                  | deutscher Industrieller                                                                              | 67    |       |
| 29. Mai | Pierre Millière                                | französischer Entomologe                                                                             | 75    |       |
| 30. Mai | Ottobald Bischoff                              | deutscher Theologe, Lehrer und Schriftsteller                                                        | 65    |       |
| 30. Mai | Hermann von Pillersdorff                       | österreichischer Politiker                                                                           | 69    |       |
| 30. Mai | Friedrich Wilhelm Wolff                        | deutscher Bildhauer                                                                                  | 71    |       |
| 31. Mai | Christian Friedrich Ehrlich                    | deutscher Musikpädagoge, Komponist und Pianist                                                       | 79    |       |
| 31. Mai | Gabriel von Jessernig                          | österreichischer Politiker, Landtagsabgeordneter                                                     | 69    |       |
| 31. Mai | Moritz Wagner                                  | deutscher Reisender, Geograph und Naturforscher                                                      | 73    |       |
| Mai     | Philipp Schmitz                                | deutscher Porträt- und Genremaler der Düsseldorfer Schule                                            |       |       |

## Juni
| Tag      | Name                            | Beruf, bekannt als                                                                                   | Alter | Beleg |
| -------- | ------------------------------- | --- | ----- | ----- |
| 2. Juni  | Albéric Second                  | französischer Journalist und Dramatiker                                                              | 69    |       |
| 3. Juni  | Albert-Ernest Carrier-Belleuse  | französischer Bildhauer                                                                              | 62    |       |
| 3. Juni  | Sigmund Handel                  | österreichischer Politiker                                                                           | 75    |       |
| 4. Juni  | William A. Wheeler              | US-amerikanischer Politiker, 19. Vizepräsident der Vereinigten Staaten                               | 67    |       |
| 5. Juni  | Heinrich Jaroslaw Clam-Martinic | böhmisch-tschechischer Politiker                                                                     | 60    |       |
| 5. Juni  | Hans von Marées                 | deutscher Maler                                                                                      | 49    |       |
| 6. Juni  | Chauncey F. Cleveland           | US-amerikanischer Anwalt und Politiker; Gouverneur von Connecticut                                   | 88    |       |
| 6. Juni  | Ulysses Mercur                  | US-amerikanischer Jurist und Politiker                                                               | 68    |       |
| 7. Juni  | Rudolf Heinrich Hofmeister      | Schweizer Physiker und Meteorologe                                                                   | 73    |       |
| 7. Juni  | Benjamin Pringle                | US-amerikanischer Politiker                                                                          | 79    |       |
| 8. Juni  | Wilhelm Coulin                  | nassauisch-preußischer Beamter                                                                       | 70    |       |
| 8. Juni  | Carl Wilhelm Hahn               | deutschamerikanischer Genre- und Tiermaler der Düsseldorfer Schule                                   | 58    |       |
| 8. Juni  | Compars Herrmann                | deutscher Zauberkünstler (Illusionist), Kunstsammler und Kunsthändler                                | 71    |       |
| 9. Juni  | John Hoge Ewing                 | US-amerikanischer Politiker                                                                          | 90    |       |
| 11. Juni | Bernhard Schmidt                | deutscher Jurist, Rittergutsbesitzer und Politiker, MdR                                              | 61    |       |
| 11. Juni | Ludolf Stephani                 | deutscher Klassischer Archäologe                                                                     | 71    |       |
| 12. Juni | Giacomo Favretto                | italienischer Maler                                                                                  | 37    |       |
| 12. Juni | Caspar Scheuren                 | deutscher Maler und Illustrator                                                                      | 76    |       |
| 12. Juni | Edmund van der Straeten         | deutscher Politiker                                                                                  | 67    |       |
| 12. Juni | Gustav Weber                    | Schweizer Komponist                                                                                  | 41    |       |
| 13. Juni | Anselme Polycarpe Batbie        | französischer Rechtswissenschaftler, Hochschullehrer und Politiker, Mitglied der Nationalversammlung | 59    |       |
| 13. Juni | Otto Consentius                 | deutscher Schauspieler und Dramatiker                                                                | 73    |       |
| 13. Juni | Claes Christian Crasemann       | Hamburger Kaufmann und Abgeordneter                                                                  | 86    |       |
| 13. Juni | James Thorington                | US-amerikanischer Politiker                                                                          | 71    |       |
| 13. Juni | Luigi Vassalli                  | italienischer Ägyptologe                                                                             | 75    |       |
| 15. Juni | José Miguel Mora Porras         | Präsident von Costa Rica                                                                             | 70    |       |
| 15. Juni | Heinrich Freiherr von Stein     | deutscher Philosoph, Pädagoge und Publizist                                                          | 30    |       |
| 17. Juni | Franz Lubojatzky                | deutscher Schriftsteller                                                                             | 79    |       |
| 17. Juni | Benjamin Franklin Potts         | US-amerikanischer Politiker                                                                          | 51    |       |
| 17. Juni | Karl Damian von Schroff         | österreichischer Mediziner Pharmakologe und Hochschullehrer                                          | 84    |       |
| 19. Juni | Theobald Obach                  | deutscher Techniker und Pionier im Seilbahnbau                                                       | 43    |       |
| 19. Juni | Tobias A. Plants                | US-amerikanischer Politiker                                                                          | 76    |       |
| 20. Juni | Thomas Laurens Jones            | US-amerikanischer Politiker                                                                          | 68    |       |
| 21. Juni | Gozewijn Jan Loncq              | niederländischer Mediziner                                                                           | 76    |       |
| 21. Juni | Adolf Schimon                   | österreichisch-deutscher Komponist und Gesangs                                                       | 67    |       |
| 22. Juni | Ernst Moritz Karl Brückner      | deutscher Verwaltungsjurist und Parlamentarier                                                       | 80    |       |
| 22. Juni | E. Marlitt                      | deutsche Schriftstellerin                                                                            | 61    |       |
| 24. Juni | Eduard Baltzer                  | deutscher Demokrat und evangelischer Theologe                                                        | 72    |       |
| 24. Juni | Freeman Clarke                  | US-amerikanischer Politiker                                                                          | 78    |       |
| 24. Juni | Adalbert Kraetzig               | deutscher Ministerialdirektor und Abgeordneter (Zentrum), MdR                                        | 67    |       |
| 25. Juni | James Speed                     | US-amerikanischer Jurist und Politiker                                                               | 75    |       |
| 27. Juni | Alexander Schmidt               | deutscher Philologe und Gymnasiallehrer, Shakespeareforscher                                         | 70    |       |
| 29. Juni | Raffaele Molin                  | italienischer Arzt und Parasitologe                                                                  | 61    |       |
| 30. Juni | William Daniel Brayton          | US-amerikanischer Politiker                                                                          | 71    |       |
| 30. Juni | Constantin von Grewingk         | deutsch-baltischer Geologe und Mineraloge                                                            | 68    |       |
| 30. Juni | Adolf Siemens                   | preußischer Generalmajor                                                                             | 76    |       |
| Juni     | Otto von Holtzendorff           | deutscher Jurist und Bankmanager                                                                     |       |       |

## Juli
| Tag      | Name                                              | Beruf, bekannt als                                                                                      | Alter | Beleg |
| -------- | ------------------------------------------------- | --- | ----- | ----- |
| 1. Juli  | Karl Heinrich Brüggemann                          | deutscher Journalist und Burschenschafter                                                               | 76    |       |
| 1. Juli  | Clay Allison                                      | US-amerikanischer Revolverheld                                                                          | 46    |       |
| 2. Juli  | Christian Edward Detmold                          | deutsch-amerikanischer Ingenieur                                                                        | 77    |       |
| 2. Juli  | Luke P. Poland                                    | US-amerikanischer Jurist und Politiker                                                                  | 71    |       |
| 2. Juli  | Julie Weber von Webenau                           | deutsche Pianistin und Komponistin                                                                      | 73    |       |
| 2. Juli  | Wilhelm von Wright                                | finnlandschwedischer Maler und Grafiker                                                                 | 77    |       |
| 3. Juli  | Henry Mangles Denham                              | britischer Admiral                                                                                      | 86    |       |
| 3. Juli  | Duncan Farrar Kenner                              | US-amerikanischer und konföderierter Politiker                                                          | 74    |       |
| 4. Juli  | Friedrich Hundt                                   | deutscher Fotograf und Fotopionier                                                                      | 79    |       |
| 4. Juli  | Félix Le Couppey                                  | französischer Musikpädagoge, Pianist und Komponist                                                      | 76    |       |
| 4. Juli  | Anson Morrill                                     | US-amerikanischer Politiker                                                                             | 84    |       |
| 4. Juli  | Peter Thielen                                     | preußischer Militärseelsorger                                                                           | 80    |       |
| 5. Juli  | Carl Gottfried Pfannschmidt                       | deutscher Maler                                                                                         | 67    |       |
| 5. Juli  | August Friedrich Pott                             | deutscher Sprachwissenschaftler                                                                         | 84    |       |
| 5. Juli  | Jean-François Tielemans                           | belgischer Politiker                                                                                    | 87    |       |
| 6. Juli  | Ernst Friedrich von Eicke                         | schlesischer Rittergutsbesitzer und Politiker                                                           | 58    |       |
| 6. Juli  | Friedrich Koenen                                  | deutscher Domkapellmeister und Komponist                                                                | 58    |       |
| 8. Juli  | Christian Rauch                                   | deutscher Pädagoge, Lehrbuchautor und Politiker                                                         | 74    |       |
| 10. Juli | Wilhelm Kopfer                                    | deutscher Unternehmer und Politiker (DtVP), MdR                                                         | 74    |       |
| 11. Juli | Alfred Jacques Henri Berthoud                     | Schweizer Kaufmann sowie Plantagenbesitzer und Sklavenhalter                                            | 84    |       |
| 11. Juli | Heinrich Mühlenbruch                              | deutscher Violinist, Komponist und Musikdirektor                                                        | 83    |       |
| 11. Juli | James L. Robinson                                 | US-amerikanischer Politiker                                                                             | 48    |       |
| 12. Juli | Florian Aaron                                     | rumänischer Journalist, Historiker, Romanist, Rumänist und Lexikograf                                   | 82    |       |
| 12. Juli | Agaton Giller                                     | polnischer Historiker, Publizist und Freiheitskämpfer                                                   | 56    |       |
| 14. Juli | Franz Goerig                                      | deutscher Arzt und Abgeordneter in Ostpreußen                                                           | 61    |       |
| 14. Juli | Alfred Krupp                                      | deutscher Erfinder und Industrieller                                                                    | 75    |       |
| 15. Juli | Amalie Kärcher                                    | deutsche Stilllebenmalerin                                                                              | 67    |       |
| 15. Juli | Alexander Wettstein                               | Schweizer Geologe                                                                                       | 25    |       |
| 15. Juli | Antonio Zoncada                                   | italienischer Autor, Romanist, Italianist und Literarhistoriker                                         | 74    |       |
| 16. Juli | Nicaise de Keyser                                 | belgischer Maler                                                                                        | 73    |       |
| 16. Juli | Laurent-Guillaume de Koninck                      | belgischer Chemiker und Paläontologe                                                                    | 78    |       |
| 16. Juli | Johann Ofner                                      | österreichischer Politiker (Deutschliberale Partei), Bürgermeister von St. Pölten, Landtagsabgeordneter | 70    |       |
| 17. Juli | Walther Otto Müller                               | deutscher Kunstgärtner und Botaniker                                                                    | 54    |       |
| 17. Juli | Wilhelm August von Plessen                        | württembergischer Staatsminister, Exzellenz                                                             | 78    |       |
| 18. Juli | Dorothea Lynde Dix                                | amerikanische Wohltäterin und Gesundheitsreformerin                                                     | 85    |       |
| 18. Juli | Albrecht von Groddeck                             | deutscher Hochschullehrer und Direktor der Bergakademie Clausthal                                       | 49    |       |
| 18. Juli | Robert Mercer Taliaferro Hunter                   | US-amerikanischer Politiker, Außenminister der Konföderierten                                           | 78    |       |
| 19. Juli | August Bolten                                     | deutscher Schiffsmakler und Reeder                                                                      | 75    |       |
| 19. Juli | Auguste-Lucien Vérité                             | französischer Uhrmacher                                                                                 | 80    |       |
| 20. Juli | Asa Grover                                        | US-amerikanischer Politiker                                                                             | 68    |       |
| 20. Juli | Franz Ludwig von Preuschen von und zu Liebenstein | deutscher Richter und nassauischer Landtagsabgeordneter                                                 | 83    |       |
| 21. Juli | Oskar Beyersdorff                                 | deutscher Arzt und Parlamentarier                                                                       | 56    |       |
| 23. Juli | Friedrich Langhoff                                | deutscher Gutsbesitzer und Politiker (DFP), MdR                                                         | 69    |       |
| 24. Juli | William McKee Dunn                                | US-amerikanischer Offizier und Politiker                                                                | 72    |       |
| 24. Juli | August Feierabend                                 | Schweizer Mediziner und Schriftsteller                                                                  | 74    |       |
| 25. Juli | Henry Mayhew                                      | englischer Sozialforscher, Journalist und Sozialreformer                                                | 74    |       |
| 25. Juli | John Taylor                                       | 3. Präsident der Kirche Jesu Christi der Heiligen der Letzten Tage                                      | 78    |       |
| 26. Juli | Louise Aglaé Massart                              | französische Pianistin, Musikpädagogin und Komponistin                                                  | 60    |       |
| 26. Juli | Elisha Standiford                                 | US-amerikanischer Politiker                                                                             | 55    |       |
| 28. Juli | Ernst von Leutsch                                 | deutscher klassischer Philologe                                                                         | 78    |       |
| 29. Juli | Agostino Depretis                                 | italienischer Staatsmann                                                                                | 74    |       |
| 29. Juli | Thomas George Knox                                | britischer Offizier und Diplomat in Siam                                                                | 63    |       |
| 29. Juli | Johann Metz                                       | österreichischer Baumeister, Gemeinderat und Mitbegründer der Handelskammer in Linz an der Donau        | 78    |       |

## August
| Tag        | Name                                 | Beruf, bekannt als                                                           | Alter | Beleg |
| ---------- | ------------------------------------ | ---------------------------------------------------------------------------- | ----- | ----- |
| 1. August  | Hugh Cholmondeley, 2. Baron Delamere | britischer Peer und Politiker                                                | 75    |       |
| 1. August  | August Falckenberg                   | deutscher Rittergutsbesitzer und Politiker (NLP), MdR                        | 64    |       |
| 1. August  | Santiago González Portillo           | Präsident von El Salvador                                                    | 69    |       |
| 1. August  | Michail Nikiforowitsch Katkow        | russischer Publizist                                                         | 69    |       |
| 1. August  | Jan Krejčí                           | böhmischer Geologe                                                           | 62    |       |
| 1. August  | Isaac Margolis                       | russisch-polnischer Rabbi und Autor                                          |       |       |
| 1. August  | Joseph Hayne Rainey                  | US-amerikanischer Politiker                                                  | 55    |       |
| 2. August  | Georg Fischer                        | Schweizer Unternehmer in Schaffhausen                                        | 52    |       |
| 2. August  | Joseph-Louis Lambot                  | französischer Erfinder des ersten Wasserfahrzeuges in Betonbauweise          | 73    |       |
| 2. August  | Edward White Robertson               | US-amerikanischer Politiker                                                  | 64    |       |
| 2. August  | Gustav Werner                        | deutscher evangelischer Pfarrer und Stiftungsgründer                         | 78    |       |
| 3. August  | Wilhelm Spangenberg                  | badischer Beamter                                                            | 78    |       |
| 4. August  | John McClannahan Crockett            | US-amerikanischer Politiker                                                  | 70    |       |
| 4. August  | Adolf Kaim                           | Musiker                                                                      | 62    |       |
| 7. August  | Carl Wilhelm von Heinz               | württembergischer Oberamtmann                                                | 71    |       |
| 7. August  | Li Fengbao                           | chinesischer Diplomat                                                        |       |       |
| 8. August  | Alexander William Doniphan           | US-amerikanischer Offizier, Jurist und Politiker                             | 79    |       |
| 8. August  | Hermann Jordan                       | deutscher Mediziner                                                          |       |       |
| 10. August | Charles Hughes                       | US-amerikanischer Jurist und Politiker                                       | 65    |       |
| 11. August | Henry Dunning Moore                  | US-amerikanischer Politiker                                                  | 70    |       |
| 11. August | Josef von Mully                      | k.k. Generalmajor und Geniedirektor in Olmütz                                | 57    |       |
| 12. August | Otto Lesser                          | deutscher Astronom                                                           | 56    |       |
| 12. August | Daniel Morian                        | deutscher Montan-Unternehmer                                                 | 76    |       |
| 12. August | Anton Wappler                        | römisch-katholischer Theologe                                                | 64    |       |
| 12. August | Josephine Wessely                    | österreichische Schauspielerin                                               | 27    |       |
| 13. August | Richard Brehme                       | deutscher Arzt und Landtagsabgeordneter im Herzogtum Sachsen-Weimar-Eisenach | 61    |       |
| 13. August | John Hamilton Gray                   | kanadischer Politiker und Offizier, Premierminister von Prince Edward Island | 76    |       |
| 13. August | Eduard Himml                         | deutscher Verwaltungsbeamter und Parlamentarier                              | 67    |       |
| 13. August | Jules Pasdeloup                      | französischer Dirigent                                                       | 67    |       |
| 14. August | Richard Jefferies                    | englischer Naturschriftsteller                                               | 38    |       |
| 14. August | Nathanael Lieberkühn                 | deutscher Mediziner und Anatom                                               | 66    |       |
| 14. August | Adolf Pansch                         | deutscher Anatom und Anthropologe                                            | 46    |       |
| 14. August | Aaron Augustus Sargent               | US-amerikanischer Politiker                                                  | 59    |       |
| 15. August | Meïr Aron Goldschmidt                | dänischer Verleger, Journalist und Schriftsteller                            | 67    |       |
| 16. August | Benjamin Markley Boyer               | US-amerikanischer Politiker                                                  | 64    |       |
| 16. August | Julius von Haast                     | deutsch-neuseeländischer Geologe, Naturforscher und Entdecker                | 65    |       |
| 16. August | Egbert Friedrich von Mülinen         | Schweizer Historiker und Privatgelehrter                                     | 70    |       |
| 17. August | Franz Commer                         | deutscher Kirchenmusiker und Musikforscher                                   | 74    |       |
| 17. August | Adolph Oberdörffer                   | deutscher Apotheker und Chemiker                                             | 64    |       |
| 18. August | Orson Fowler                         | US-amerikanischer Phrenologe                                                 | 77    |       |
| 18. August | Vincenz Franz Kostelecky             | böhmischer Botaniker und Arzt                                                | 86    |       |
| 18. August | John Palliser                        | irischer Geograph, Entdecker und Jäger                                       | 70    |       |
| 19. August | Spencer Fullerton Baird              | US-amerikanischer Ornithologe und Ichthyologe                                | 64    |       |
| 19. August | Alvan Clark                          | US-amerikanischer Astronom und Teleskopbauer                                 | 83    |       |
| 20. August | Jules Laforgue                       | französischer Dichter                                                        | 27    |       |
| 20. August | Johann Nordmann                      | österreichischer Schriftsteller                                              | 67    |       |
| 21. August | Israel Lipski                        | polnisch-jüdischer Mörder                                                    |       |       |
| 21. August | Theodor Pichler                      | württembergischer Oberamtmann                                                | 52    |       |
| 22. August | Moritz Alois Becker                  | österreichischer Pädagoge                                                    | 75    |       |
| 23. August | Sarah Yorke Jackson                  | US-amerikanische First Lady (1834–1837)                                      | 82    |       |
| 24. August | Franz Winkelmeier                    | größter Mensch der Welt                                                      | 27    |       |
| 26. August | Wilhelm Hammerschmidt                | deutscher Fotograf                                                           | 65    |       |
| 27. August | Theodor Basté                        | deutscher Theaterschauspieler und -leiter                                    | 57    |       |
| 27. August | Wilhelm Volckmar                     | deutscher Komponist und Organist                                             | 74    |       |
| 29. August | Detlef Lienau                        | deutsch-US-amerikanischer Architekt                                          | 69    |       |
| 29. August | Julius Otto Ludwig Möller            | deutscher Mediziner, Chirurg und Politiker (DFP), MdR                        | 68    |       |
| 29. August | Heinrich Strauß                      | Bürgermeister und Abgeordneter                                               | 71    |       |
| 30. August | Julius Hoelder                       | deutscher Politiker (DP), MdR                                                | 68    |       |
| 31. August | Franz Reusch                         | österreichischer Orgelbauer                                                  | 69    |       |
| 31. August | Annie Cornelia Shaw                  | US-amerikanische Landschafts- und Genremalerin                               | 34    |       |

## September
| Tag           | Name                              | Beruf, bekannt als                                                                                             | Alter | Beleg |
| ------------- | --------------------------------- | --- | ----- | ----- |
| 1. September  | Karl Friedrich Wilhelm Beyer      | deutscher Dichter                                                                                              | 84    |       |
| 1. September  | Friedrich Wilhelm Kullrich        | deutscher Medailleur und Münzstempelschneider                                                                  | 65    |       |
| 2. September  | Anton von Jaksch                  | österreichischer Internist                                                                                     | 77    |       |
| 2. September  | James Hutchins Johnson            | US-amerikanischer Politiker                                                                                    | 85    |       |
| 2. September  | Heinrich von Kageneck             | deutscher Majoratsherr und Politiker (Zentrum), MdR                                                            | 52    |       |
| 2. September  | Adolf Schimmelpfennig             | deutscher Historiker                                                                                           | 71    |       |
| 3. September  | Timotei Cipariu                   | rumänischer Priester, Philologe und Politiker                                                                  | 82    |       |
| 3. September  | Heinrich Stüber                   | deutscher Jurist und Politiker                                                                                 | 68    |       |
| 4. September  | Theodor Niehaus                   | deutscher Priester                                                                                             | 66    |       |
| 4. September  | Bendicht Peter                    | Schweizer Offizier und Beamter                                                                                 | 45    |       |
| 4. September  | Johannes Skalweit                 | deutscher Chemiker und Hochschullehrer                                                                         | 43    |       |
| 5. September  | Georg Wachsmuth                   | Bürgermeister und Abgeordneter                                                                                 | 70    |       |
| 9. September  | William Mungen                    | US-amerikanischer Politiker                                                                                    | 66    |       |
| 9. September  | Albert G. Talbott                 | US-amerikanischer Politiker                                                                                    | 79    |       |
| 10. September | Ludwig Heinrich Grote             | deutscher Theologe und Publizist                                                                               | 62    |       |
| 10. September | Leonhard Lentz                    | deutscher Philologe und Gymnasiallehrer                                                                        | 74    |       |
| 10. September | Louise Söltel                     | deutsche Theaterschauspielerin und Übersetzerin                                                                |       |       |
| 10. September | Samo Tomášik                      | slowakischer Schriftsteller und Dichter                                                                        | 74    |       |
| 11. September | Christian Peter Wilhelm Stolle    | deutscher Dekorations- und Kunstmaler                                                                          | 76    |       |
| 12. September | Washington Bartlett               | US-amerikanischer Politiker                                                                                    | 63    |       |
| 12. September | August von Werder                 | preußischer General der Infanterie                                                                             | 79    |       |
| 13. September | Alois von Brinz                   | deutscher Rechtswissenschaftler und Politiker                                                                  |       |       |
| 13. September | Felice Matteucci                  | italienischer Hydraulik-Ingenieur und Erfinder                                                                 | 79    |       |
| 13. September | Wilhelm Rhomberg                  | österreichischer Politiker, Landtagsabgeordneter und Bürgermeister                                             | 62    |       |
| 13. September | Heinrich Voelter                  | deutscher Erfinder und Papierfabrikant                                                                         | 70    |       |
| 14. September | Luke P. Blackburn                 | US-amerikanischer Politiker                                                                                    | 71    |       |
| 14. September | Anna Brassey                      | viktorianische Schriftstellerin                                                                                | 47    |       |
| 14. September | Nicholas T. Kane                  | US-amerikanischer Politiker                                                                                    | 41    |       |
| 14. September | Friedrich Theodor Vischer         | deutscher Schriftsteller und Politiker                                                                         | 80    |       |
| 16. September | William Aiken                     | US-amerikanischer Politiker                                                                                    | 81    |       |
| 16. September | Joseph Cilley                     | US-amerikanischer Politiker                                                                                    | 96    |       |
| 17. September | Hermann Traugott Fritzsche        | deutscher Kaufmann                                                                                             | 78    |       |
| 17. September | Wilhelm Jenny                     | Schweizer Turner und Turnpädaoge                                                                               | 55    |       |
| 17. September | Carl Ninck                        | deutscher evangelischer Theologe und Schriftsteller                                                            | 53    |       |
| 18. September | Robert Caspary                    | deutscher Botaniker                                                                                            | 69    |       |
| 18. September | Augusta Marie Gertrude von Hanau  | Tochter des Kurfürsten Friedrich Wilhelm I. von Hessen-Kassel                                                  | 57    |       |
| 19. September | James W. Flanagan                 | US-amerikanischer Politiker                                                                                    | 82    |       |
| 19. September | Isaac Reed                        | US-amerikanischer Politiker                                                                                    | 78    |       |
| 21. September | Kurt Heinrich Ernst von Einsiedel | deutscher Autor                                                                                                | 76    |       |
| 21. September | William Preston                   | US-amerikanischer Politiker                                                                                    | 70    |       |
| 21. September | Otway Edward Woodhouse            | englischer Ingenieur und Tennisspieler, Sieger der ersten amerikanischen Meisterschaften 1880                  | 31    |       |
| 22. September | Carl Passavant                    | Schweizer Mediziner                                                                                            | 33    |       |
| 23. September | Francis Xavier Leray              | französischer Geistlicher, Erzbischof von New Orleans                                                          | 62    |       |
| 24. September | George Fontane                    | kaiserlicher Armeehauptmann, Sohn Theodor Fontanes                                                             | 36    |       |
| 25. September | Joseph Meyer                      | deutscher Mediziner                                                                                            | 69    |       |
| 26. September | José María Montealegre Fernández  | Präsident Costa Ricas                                                                                          | 72    |       |
| 26. September | Leopold Prowe                     | Gymnasiallehrer, Historiker                                                                                    | 65    |       |
| 28. September | Bonaventura Foffa                 | schweizerisch-österreichischer Ordensgeistlicher, Abt der Abtei Muri-Gries und Politiker, Landtagsabgeordneter | 59    |       |
| 29. September | Victor Gielen                     | deutscher Zigarrenfabrikant, Tabakhändler und Politiker (Zentrum), MdR                                         | 61    |       |
| 29. September | August von Gonzenbach             | Schweizer Politiker                                                                                            | 79    |       |
| 29. September | Wilhelm Koner                     | deutscher Bibliothekar, Historiker, Philologe und Geograph                                                     | 70    |       |
| 29. September | Bernhard von Langenbeck           | deutscher Chirurg und Hochschullehrer                                                                          | 76    |       |
| 30. September | Lazarus Henckel von Donnersmarck  | deutscher Diplomat, Rittergutsbesitzer und Hofbeamter                                                          | 70    |       |
| 30. September | Josef Matras                      | österreichischer Schauspieler und Volkssänger                                                                  | 55    |       |

## Oktober
| Tag         | Name                                    | Beruf, bekannt als                                                           | Alter | Beleg |
| ----------- | --------------------------------------- | ---------------------------------------------------------------------------- | ----- | ----- |
| 1. Oktober  | Johann Philipp Schifferdecker           | deutscher Industrieller                                                      | 76    |       |
| 2. Oktober  | Domenico Bartolini                      | italienischer Kardinal                                                       | 74    |       |
| 2. Oktober  | Alexander H. Holley                     | US-amerikanischer Politiker und Jurist                                       | 83    |       |
| 3. Oktober  | Gottfried Claes Carl Hagenbeck          | deutscher Fischhändler, Tierschausteller und Tierhändler                     | 77    |       |
| 4. Oktober  | Heinrich Hocke                          | Bürgermeister und Abgeordneter                                               | 61    |       |
| 5. Oktober  | John W. Allen                           | US-amerikanischer Politiker                                                  | 85    |       |
| 5. Oktober  | William B. Washburn                     | US-amerikanischer Politiker                                                  | 67    |       |
| 6. Oktober  | Hugo von Kirchbach                      | preußischer General der Infanterie                                           | 78    |       |
| 6. Oktober  | Franz Wilhelm Schiertz                  | deutsch-norwegischer Maler, Zeichner und Architekt                           | 74    |       |
| 6. Oktober  | Betty Schröder                          | deutsche Schauspielerin und Sopranistin                                      | 80    |       |
| 6. Oktober  | Charles de Viel-Castel                  | französischer Historiker und Diplomat                                        | 86    |       |
| 6. Oktober  | Philipp Wilhelm Wernher                 | hessischer liberaler Politiker                                               | 85    |       |
| 7. Oktober  | Leon Cienkowski                         | polnisch-russischer Botaniker und Protozoologe                               | 64    |       |
| 7. Oktober  | Georg Schicht                           | deutschböhmischer Unternehmer                                                | 67    |       |
| 7. Oktober  | George J. Webb                          | US-amerikanischer Organist und Komponist                                     | 84    |       |
| 8. Oktober  | Josef Beck von Mannagetta und Lerchenau | österreichischer Jurist und Historiker                                       | 72    |       |
| 9. Oktober  | Reinhold von Glasenapp                  | Gutsbesitzer und preußischer Politiker                                       | 72    |       |
| 9. Oktober  | Lazarus Moses Glogau                    | deutscher Buchhändler und Antiquar                                           | 82    |       |
| 9. Oktober  | Maurice Strakosch                       | US-amerikanischer Konzertunternehmer und Komponist                           | 62    |       |
| 10. Oktober | Busso von Bismarck                      | deutscher Richter und Abgeordneter                                           | 63    |       |
| 11. Oktober | Heinrich Essig                          | deutscher Hundezüchter                                                       | 79    |       |
| 11. Oktober | Carl Ernst von Malortie                 | Verwaltungsbeamter und Minister des Königreichs Hannover                     | 82    |       |
| 11. Oktober | María Soledad Torres Acosta             | spanische Ordensgründerin und Heilige                                        | 60    |       |
| 13. Oktober | Ambrose W. Clark                        | US-amerikanischer Verleger, Jurist und Politiker                             | 77    |       |
| 13. Oktober | Carl Schweninger der Ältere             | österreichischer Landschaftsmaler                                            | 68    |       |
| 15. Oktober | Henry T. Ellett                         | US-amerikanischer Politiker                                                  | 75    |       |
| 16. Oktober | Eugen Hermann von Dedenroth             | deutscher Schriftsteller                                                     | 58    |       |
| 16. Oktober | Gustav Adolf Lindner                    | böhmischer Pädagoge, Psychologe, Philosoph und Soziologe                     | 59    |       |
| 16. Oktober | Matteo Salvi                            | italienischer Komponist und Dirigent                                         | 70    |       |
| 17. Oktober | Gustav Robert Kirchhoff                 | deutscher Physiker                                                           | 63    |       |
| 17. Oktober | Eduard Luther                           | deutscher Astronom; Hochschullehrer und Rektor in Königsberg                 | 71    |       |
| 18. Oktober | Barbara Bayer                           | Bäckerin und Erstproduzentin der Karlsbader Oblaten                          | 60    |       |
| 18. Oktober | Alfred-Auguste Cuvillier-Fleury         | französischer Schriftsteller und Journalist                                  | 85    |       |
| 20. Oktober | Alexander Beresford-Hope                | britischer Schriftsteller und Politiker                                      | 67    |       |
| 20. Oktober | Otto von Bernuth                        | preußischer Beamter und Abgeordneter                                         | 70    |       |
| 20. Oktober | Hinrich Hackfeld                        | deutscher Kapitän und Kaufmann                                               | 71    |       |
| 20. Oktober | August Kappler                          | deutscher Forscher und Unternehmer in Suriname                               | 71    |       |
| 20. Oktober | August Lufft                            | deutscher Verwaltungsjurist                                                  | 85    |       |
| 20. Oktober | Karl Neumann                            | deutsch-baltisch-russischer Astronom und Forschungsreisender                 | 47    |       |
| 21. Oktober | Eduard von Jachmann                     | deutscher Vizeadmiral                                                        | 65    |       |
| 21. Oktober | Jean Bernard Jauréguiberry              | französischer Admiral                                                        | 72    |       |
| 21. Oktober | Albert Lindhagen                        | schwedischer Politiker, Mitglied des Riksdag und Stadtplaner                 | 64    |       |
| 21. Oktober | Aloys Weisenburger                      | katholischer Priester der Diözese Speyer, Publizist, Volksschriftsteller     | 72    |       |
| 21. Oktober | Aloys Zötl                              | österreichischer Maler                                                       | 83    |       |
| 23. Oktober | Wilhelm Salzenberg                      | deutscher Architekt und preußischer Baubeamter                               | 84    |       |
| 23. Oktober | Elihu Benjamin Washburne                | US-amerikanischer Politiker                                                  | 71    |       |
| 24. Oktober | Lazar von Hellenbach                    | österreichischer Politiker, Philosoph, Spiritist und okkulter Schriftsteller | 60    |       |
| 24. Oktober | Charlotte Oppenheim                     | deutsche Mäzenin                                                             |       |       |
| 24. Oktober | Karl Johannes Wieding                   | deutscher Rechtswissenschaftler und Hochschullehrer                          | 62    |       |
| 26. Oktober | Victor Delannoy                         | französischer Komponist, Violinist und Musikpädagoge                         | 62    |       |
| 26. Oktober | Johannes Ronge                          | katholischer Theologe; Lehrer; Dichter                                       | 74    |       |
| 27. Oktober | Karl Goedeke                            | deutscher Literaturhistoriker                                                | 73    |       |
| 27. Oktober | John Ritchie                            | US-amerikanischer Jurist und Politiker                                       | 56    |       |
| 27. Oktober | Claudio Federico Stegmann Pérez Millán  | argentinischer Politiker                                                     | 54    |       |
| 28. Oktober | Friedrich Heinrich Limbach              | deutscher Schauspieler und Regisseur                                         | 86    |       |
| 28. Oktober | Nelson I. Norton                        | US-amerikanischer Politiker                                                  | 67    |       |
| 30. Oktober | Franz Albert Schneider                  | deutscher Kaufmann                                                           | 85    |       |
| 31. Oktober | Emil Eule                               | deutscher Komponist                                                          | 44    |       |
| 31. Oktober | George Alexander Macfarren              | englischer Komponist und Musiktheoretiker                                    | 74    |       |
| 31. Oktober | Friedrich Mering                        | deutsch-russischer Mediziner                                                 | 65    |       |
| 31. Oktober | Siegfried von Quast-Radensleben         | deutscher Rittergutsbesitzer, Verwaltungsbeamter und Parlamentarier          | 45    |       |

## November
| Tag          | Name                               | Beruf, bekannt als                                                                                 | Alter | Beleg |
| ------------ | ---------------------------------- | -------------------------------------------------------------------------------------------------- | ----- | ----- |
| 1. November  | Andrew Garrett                     | US-amerikanischer Naturforscher und Illustrator mit den Schwerpunkten Malakologie und Ichthyologie | 64    |       |
| 2. November  | Franz von Brzeski                  | polnischer Rittergutsbesitzer und Parlamentarier in Preußen                                        | 49    |       |
| 2. November  | Alfred Domett                      | Premierminister von Neuseeland und Dichter                                                         | 76    |       |
| 2. November  | Jenny Lind                         | schwedische Sängerin                                                                               | 67    |       |
| 2. November  | Antonio Pellegrini                 | italienischer Kardinal                                                                             | 75    |       |
| 3. November  | Hezekiah Bradley Smith             | US-amerikanischer Politiker                                                                        | 71    |       |
| 3. November  | Nicolaus Zink                      | deutsch-US-amerikanischer Ingenieur und Farmer                                                     | 75    |       |
| 4. November  | Emil von Czettritz und Neuhaus     | preußischer Generalleutnant                                                                        | 85    |       |
| 5. November  | Wilhelm von Kotzebue               | deutschbaltischer Diplomat und Schriftsteller                                                      | 74    |       |
| 5. November  | Dimitri Qipiani                    | georgischer Landbesitzer und Beamter                                                               | 73    |       |
| 6. November  | George Glyn, 2. Baron Wolverton    | britischer Politiker der Liberal Party, Mitglied des House of Commons und Peer                     | 63    |       |
| 6. November  | Eugène Pottier                     | französischer Textdichter der Internationalen                                                      | 71    |       |
| 7. November  | Heinrich Richard Baltzer           | deutscher Mathematiker                                                                             | 69    |       |
| 8. November  | Doc Holliday                       | US-amerikanischer Revolverheld des Wilden Westens                                                  |       |       |
| 8. November  | Konstantin Schlottmann             | deutscher evangelischer Theologe                                                                   | 68    |       |
| 10. November | Gibson Atherton                    | US-amerikanischer Politiker                                                                        | 56    |       |
| 10. November | Louis Lingg                        | deutscher Anarchist                                                                                | 23    |       |
| 10. November | August Reifferscheid               | deutscher Philologe                                                                                | 52    |       |
| 10. November | Cullen Sawtelle                    | US-amerikanischer Politiker                                                                        | 82    |       |
| 11. November | George Engel                       | deutscher Anarchist und einer der acht Angeklagten in der Haymarket-Affäre                         | 51    |       |
| 11. November | Adolph Fischer                     | Anarchist und Gewerkschaftler                                                                      |       |       |
| 11. November | Thomas Samuel Humpidge             | englischer Chemiker                                                                                | 34    |       |
| 11. November | Albert Parsons                     | US-amerikanischer Arbeiterführer                                                                   | 39    |       |
| 11. November | August Spies                       | US-amerikanischer Arbeiterführer                                                                   | 31    |       |
| 12. November | Friedrich Seltsam                  | deutscher Erfinder und Unternehmer                                                                 | 43    |       |
| 13. November | Hans Schjellerup                   | dänischer Astronom                                                                                 | 60    |       |
| 13. November | Adolf Schlieper senior             | deutscher Chemiker und Industrieller                                                               | 62    |       |
| 14. November | Friedrich Wilhelm Bergmann         | französisch-deutscher Philologe                                                                    | 75    |       |
| 14. November | Ignaz von Fratricsevics            | österreichischer Offizier und Mitglied der ungarischen Magnatenkammer                              | 67    |       |
| 14. November | Nikolaus Hallauer                  | deutscher Jurist                                                                                   | 83    |       |
| 14. November | Maximilian Schuster                | österreichischer Mineraloge und Petrograph                                                         | 31    |       |
| 14. November | Luigi Torelli                      | italienischer Freiheitskämpfer und Politiker                                                       | 77    |       |
| 15. November | Hermann Dahlen von Orlaburg        | österreichischer Offizier                                                                          | 59    |       |
| 15. November | Caleb Newbold Taylor               | US-amerikanischer Politiker                                                                        | 74    |       |
| 16. November | Ferdinand Hinsch                   | deutscher Weinhändler                                                                              | 68    |       |
| 16. November | Adolphe Le Flô                     | französischer General und Politiker                                                                | 83    |       |
| 16. November | Fran Levstik                       | slowenischer Dichter, Sprachforscher und Kulturpolitiker                                           | 56    |       |
| 16. November | Gustavus Sessinghaus               | US-amerikanischer Politiker                                                                        | 49    |       |
| 17. November | Valentine Baker                    | britischer Offizier und osmanisch-ägyptischer General                                              |       |       |
| 17. November | Carl Greith                        | schweizerischer Komponist, Kapellmeister, Kirchenmusiker                                           | 59    |       |
| 17. November | Andreas Räß                        | französisch-deutscher römisch-katholischer Bischof von Straßburg und Politiker, MdR                | 93    |       |
| 18. November | Gustav Theodor Fechner             | deutscher Physiker und Philosoph                                                                   | 86    |       |
| 18. November | Eduard Marxsen                     | deutscher Komponist, Pianist, Musikdirektor                                                        | 81    |       |
| 18. November | Heinrich Panofka                   | deutscher Geiger, Komponist, Gesangslehrer und Musikschriftsteller                                 | 80    |       |
| 18. November | Theodor von Sulzer                 | preußischer Beamter                                                                                | 86    |       |
| 19. November | Emma Lazarus                       | US-amerikanische Dichterin                                                                         | 38    |       |
| 19. November | Gustav Ritz                        | deutscher Feuerwehrfunktionär                                                                      | 58    |       |
| 20. November | Louis Gallait                      | belgischer Maler                                                                                   | 77    |       |
| 21. November | August Hullmann                    | deutscher Reichsgerichtsrat und Politiker (NLP), MdR                                               | 61    |       |
| 21. November | Juan Carlos de Borbón              | Graf von Montizón, spanischer Thronprätendent                                                      | 65    |       |
| 22. November | Josef Groll                        | bayerischer Braumeister                                                                            | 74    |       |
| 25. November | Johann Jakob Bachofen              | Schweizer Jurist und Altertumsforscher                                                             | 71    |       |
| 25. November | Elias W. Leavenworth               | US-amerikanischer Jurist und Politiker                                                             | 83    |       |
| 25. November | John Ramsay, 13. Earl of Dalhousie | schottischer Adeliger und Politiker, Mitglied des House of Commons                                 | 40    |       |
| 25. November | Wilhelm Rütter                     | deutscher Orgelbauer                                                                               | 75    |       |
| 26. November | Carl Daniel Freydanck              | deutscher Maler                                                                                    | 76    |       |
| 26. November | Lyman G. Hinckley                  | US-amerikanischer Politiker und Anwalt                                                             | 55    |       |
| 26. November | Adolph Tesdorpf                    | Hamburger Senator und Kaufmann                                                                     | 76    |       |
| 27. November | William Higby                      | US-amerikanischer Politiker                                                                        | 74    |       |
| 27. November | Julius Jaeger                      | deutscher Landschaftsmaler                                                                         | 32    |       |
| 28. November | Marianna Barbieri-Nini             | italienische Opernsängerin                                                                         | 69    |       |
| 28. November | Ludwig Dill                        | deutscher Dichterjurist und Komponist                                                              | 75    |       |
| 29. November | William Read Miller                | US-amerikanischer Politiker, Gouverneur von Arkansas                                               | 64    |       |
| 30. November | Adalbert Rambach                   | Hamburger Arzt und Abgeordneter                                                                    | 80    |       |
| 30. November | Ludwig Wyneken                     | deutscher Richter und Politiker                                                                    | 85    |       |

## Dezember
| Tag          | Name                             | Beruf, bekannt als                                                                                     | Alter | Beleg |
| ------------ | -------------------------------- | --- | ----- | ----- |
| 1. Dezember  | Anton Fahrbach                   | österreichischer Komponist                                                                             | 68    |       |
| 1. Dezember  | Franz Carl Guilleaume            | deutscher Unternehmer und Gründer des Carlswerks                                                       | 52    |       |
| 1. Dezember  | Max Huttler                      | deutscher Verleger und Politiker                                                                       | 64    |       |
| 2. Dezember  | Hermann von Bertrab              | preußischer Jurist, Staatsminister in Schwarzburg-Rudolstadt                                           | 69    |       |
| 2. Dezember  | Robert Scott                     | britischer Klassischer Philologe und Lexikograf                                                        | 76    |       |
| 3. Dezember  | Theodor Braband                  | Hamburger Jurist und Senator                                                                           | 44    |       |
| 3. Dezember  | Adolph Hügel                     | Landtagsabgeordneter Großherzogtum Hessen                                                              | 81    |       |
| 3. Dezember  | Robert Schumacher                | deutscher Jurist und Politiker                                                                         | 83    |       |
| 5. Dezember  | Karl Jäger                       | deutscher Radierer, Maler und Lehrer an der Kunstgewerbeschule Nürnberg                                | 54    |       |
| 5. Dezember  | Richard Lyons, 1. Viscount Lyons | britischer Adliger und Diplomat                                                                        | 70    |       |
| 5. Dezember  | Philippe Rousseau                | französischer Maler                                                                                    | 71    |       |
| 5. Dezember  | Franz von Schleussing            | preußischer Offizier, Mitglied der Frankfurter Nationalversammlung                                     | 78    |       |
| 5. Dezember  | Wilhelm Schmitz                  | deutscher Kaufmann                                                                                     | 56    |       |
| 5. Dezember  | Heinrich Steyer                  | deutscher konservativer Politiker, MdL (Königreich Sachsen)                                            | 53    |       |
| 6. Dezember  | Reiner Daelen                    | deutscher Eisenhütten-Ingenieur, Technischer Direktor des Hörder Bergwerks- und Hüttenvereins          | 74    |       |
| 6. Dezember  | Heinrich Ernst Schirmer          | deutscher Architekt                                                                                    | 73    |       |
| 7. Dezember  | Karl Langer von Edenberg         | österreichischer Mediziner                                                                             | 68    |       |
| 7. Dezember  | Michael Moritz Eulenburg         | deutscher Orthopäde                                                                                    | 76    |       |
| 7. Dezember  | Otto Janke                       | deutscher Verlagsbuchhändler                                                                           | 68    |       |
| 7. Dezember  | Karl Ludwig von Posner           | österreichisch-ungarischer Unternehmer                                                                 | 65    |       |
| 8. Dezember  | Miska Hauser                     | österreichisch-ungarischer Violinist                                                                   |       |       |
| 8. Dezember  | Frederick Timpson I'Ons          | britisch-südafrikanischer Maler                                                                        | 85    |       |
| 8. Dezember  | Bonifaz Wimmer                   | deutscher Mönch und Klostergründer                                                                     | 78    |       |
| 9. Dezember  | Joseph Conrad Pfahler            | deutscher katholischer Geistlicher und Politiker (Zentrum), MdR1                                       | 61    |       |
| 10. Dezember | Morgan Lewis Martin              | US-amerikanischer Politiker                                                                            | 82    |       |
| 11. Dezember | Gaetano Carli                    | italienischer Ordensgeistlicher und römisch-katholischer Apostolischer Vikar von Agra                  | 76    |       |
| 11. Dezember | Nathaniel Cobb Deering           | US-amerikanischer Politiker                                                                            | 60    |       |
| 14. Dezember | Heinrich Mahle                   | württembergischer Oberamtmann                                                                          | 46    |       |
| 15. Dezember | Adolf von Arnim-Boitzenburg      | deutscher Politiker, MdR                                                                               | 55    |       |
| 15. Dezember | Joseph R. Bodwell                | US-amerikanischer Politiker                                                                            | 69    |       |
| 16. Dezember | Julius Franz                     | deutscher Bildhauer                                                                                    |       |       |
| 17. Dezember | Alexander von Minutoli           | deutscher Jurist, Volkswirtschaftler, Kunstsammler, Gründer des 1. Kunstgewerbemuseums der Welt (1844) | 80    |       |
| 18. Dezember | Edmund Alexander de Schweinitz   | amerikanischer Bischof der Moravischen Kirche                                                          | 62    |       |
| 18. Dezember | Johann Georg Grimm               | deutscher Landschaftsmaler                                                                             | 41    |       |
| 18. Dezember | Julius Rasch                     | deutscher Architekt und hannoverscher bzw. preußischer Baubeamter                                      |       |       |
| 19. Dezember | August Becker                    | deutscher Landschaftsmaler                                                                             | 66    |       |
| 19. Dezember | François Bonvin                  | französischer Maler                                                                                    | 70    |       |
| 19. Dezember | Bernard G. Caulfield             | US-amerikanischer Politiker                                                                            | 59    |       |
| 19. Dezember | Ferdinand Lotheissen             | deutsch-österreichischer Romanist und Kulturhistoriker                                                 | 54    |       |
| 19. Dezember | Balfour Stewart                  | schottischer Physiker                                                                                  | 59    |       |
| 20. Dezember | František Hegenbarth             | tschechischer Cellist und Musikpädagoge                                                                | 69    |       |
| 20. Dezember | Lorenzo Ilarione Randi           | italienischer Geistlicher, Kurienkardinal                                                              | 69    |       |
| 20. Dezember | Max Sabersky                     | deutscher Industrieller                                                                                | 47    |       |
| 21. Dezember | Pieter Alardus Haaxman           | niederländischer Genre- und Porträtmaler und Kunstpädagoge                                             | 73    |       |
| 22. Dezember | Ferdinand Vandeveer Hayden       | US-amerikanischer Geologe                                                                              | 58    |       |
| 22. Dezember | Seth C. Moffatt                  | US-amerikanischer Politiker                                                                            | 46    |       |
| 23. Dezember | Landaff Andrews                  | US-amerikanischer Politiker                                                                            | 84    |       |
| 23. Dezember | Ernst Eisendecher                | deutscher Verwaltungsjurist                                                                            | 84    |       |
| 23. Dezember | Iwan Kondratjewitsch Saizew      | russischer Maler                                                                                       | 82    |       |
| 23. Dezember | Leonard Sowiński                 | polnischer Dichter und Literaturhistoriker                                                             |       |       |
| 24. Dezember | Daniel Manning                   | US-amerikanischer Politiker und Finanzminister (Demokraten)                                            | 56    |       |
| 25. Dezember | Anton von Bek                    | Jurist und Politiker, MdL (Württemberg)                                                                | 80    |       |
| 25. Dezember | Carl August von Bose             | Geheimer Rat und Naturwissenschaftler                                                                  | 73    |       |
| 25. Dezember | Alfred von Kaphengst             | preußischer Offizier, zuletzt Generalmajor                                                             | 59    |       |
| 26. Dezember | Václav Šimerka                   | tschechischer Mathematiker, Priester und Philosoph                                                     | 68    |       |
| 27. Dezember | Robert Dalrymple Ross            | australischer Politiker, Sprecher des South Australian House of Assembly                               |       |       |
| 27. Dezember | Daniel B. Wright                 | US-amerikanischer Politiker                                                                            | 75    |       |
| 27. Dezember | Agathe Zeis                      | deutsche Käsespezialistin                                                                              | 47    |       |
| 28. Dezember | John S. Marmaduke                | US-amerikanischer Politiker und General der Konföderierten im Sezessionskrieg                          | 54    |       |
| 29. Dezember | Charles Fitzgerald               | Gouverneur von Gambia und Western Australia                                                            |       |       |
| 29. Dezember | Ferdinand Wiedemann              | estnischer Sprachwissenschaftler                                                                       | 82    |       |
| 30. Dezember | Johann Waldemar Strom            | deutschstämmiger russischer Architekt                                                                  | 62    |       |
| 31. Dezember | Claudius Lavergne                | französischer Maler und Glasmaler                                                                      | 72    |       |
| 31. Dezember | Anton M. Storch                  | österreichischer Komponist, Kapellmeister und Chorleiter                                               | 74    |       |

## Datum unbekannt
| Tag | Name                        | Beruf, bekannt als                                                    | Alter | Beleg |
| --- | --------------------------- | --------------------------------------------------------------------- | ----- | ----- |
|     | Josef Bergenthal            | deutscher Maler                                                       |       |       |
|     | Marie Freifrau von Bernus   | Ehefrau von Franz Jakob Alfred Bernus                                 |       |       |
|     | Max Beschoren               | deutscher Geograph                                                    |       |       |
|     | Thomas James Comber         | britischer Missionar und Afrikaforscher                               |       |       |
|     | William Cotton              | britischer Erfinder der Cottonmaschine (Wirkmaschine)                 |       |       |
|     | Edmond Dehodencq            | französischer Maler und Radierer                                      |       |       |
|     | Jules Desnoyers             | französischer Historiker, Prähistoriker und Geologe                   |       |       |
|     | Rafael Echagüe              | spanischer General                                                    |       |       |
|     | Theodor Eilers              | deutscher Verwaltungs- und Ministerialbeamter und Parlamentarier      |       |       |
|     | Albrecht Erxleben           | Hochschullehrer und Richter                                           |       |       |
|     | Adolphe Ganot               | französischer Physiker                                                |       |       |
|     | Emil Gette                  | deutscher Architekt                                                   |       |       |
|     | Christian Gottlob Glück     | deutscher evangelischer Theologe und Pionier der Missionswissenschaft |       |       |
|     | Johann Karl Grether         | deutscher Färber, Bürgermeister und Historiker                        |       |       |
|     | Israel Grodner              | jiddischer Schauspieler, Sänger und Theaterleiter                     |       |       |
|     | Coenraad J. van Houten      | niederländischer Apotheker und Chemiker, Erfinder des Kakaopulvers    |       |       |
|     | Pierre-Henri Hugoniot       | französischer Ingenieur und Physiker                                  |       |       |
|     | Josef Kessler               | österreichischer Maler                                                |       |       |
|     | August Henning von Kröcher  | preußischer Beamter und Mitglied des preußischen Herrenhauses         |       |       |
|     | Joseph-Michel Le Soufaché   | französischer Architekt des Historismus                               |       |       |
|     | August von Loën             | deutscher Hofbeamter, Schriftsteller und Theaterleiter                |       |       |
|     | Hadschi Loja                | bosnisch-moslemischer Bandenführer und Aufständischer                 |       |       |
|     | Francesco Malipiero         | italienischer Opernkomponist                                          |       |       |
|     | Robert Montgomery           | Vizegouverneur in Britisch-Indien                                     |       |       |
|     | Edward Ludlow Mooney        | amerikanischer Porträtmaler                                           |       |       |
|     | Peltrül Jigme Chökyi Wangpo | tibetischer Buddhist, Lehrer und Autor der Nyingma-Schule             |       |       |
|     | Gustav Platzhoff            | deutscher Kaufmann                                                    |       |       |
|     | Roland Risse                | deutscher Genre- und Bildnismaler                                     |       |       |
|     | Delphine von Schauroth      | deutsche Komponistin und Pianistin                                    |       |       |
|     | Friedrich von Schenck       | deutscher Rittergutsbesitzer und Politiker, MdR                       |       |       |
|     | Thomas Stevenson            | schottischer Leuchtturmbauer                                          |       |       |
|     | Louis Toussaint             | deutscher Genremaler                                                  |       |       |
|     | To Wang                     | mongolischer Prinz und Reformer                                       |       |       |
|     | Ukai Gyokusen               | japanischer Fotograf                                                  |       |       |
|     | Karl Vorhölzer              | deutscher Maler, Freskant, Wandmaler                                  |       |       |
|     | Hermann Wassertrilling      | Rabbiner und Judaist                                                  |       |       |
|     | Carl von Winckelmann        | deutscher Gutsbesitzer und Politiker (DFP), MdR                       |       |       |